# Radical 25
El radical 25, representado por el carácter Han 卜, es uno de los 214 radicales del diccionario de Kangxi. En mandarín estándar es llamado 卜部　(bǔ bù «radical adivinación»), en japonés es llamado 卜部, ぼくぶ　(bokubu), y en coreano 복 (boku). 
El símbolo 卜 se utiliza para representar el concepto de la adivinación o la predicción del futuro. En japonés, el radical 25 es muy similar al carácter silábico katakana ト (to).

## Nombres populares
- Mandarín estándar: 卜字旁, bǔ zì páng, «símbolo “adivinar” a un lado».
- Coreano: 점복부, cheom bok bu, «radical “bok“-adivinación».
- Japonés: 卜（ぼく）, boku, «adivinación»; ぼくのト, boku no to «carácter silábico to-“adivinación“»; 占い（うらない）, uranai «adivinación».
- En occidente: radical «adivinación».

## Caracteres con el radical 25
| trazos | carácter    |
| ------ | ----------- |
| + 0    | 卜          |
| + 2    | 卝 卞       |
| + 3    | 卟 占 卡 卢 |
| + 5    | 卣 卤       |
| + 6    | 卥 卦       |
| + 7    | 卧          |
| + 9    | 卨          |

## Galería
| Estilos antiguos                                 | Estilos antiguos                  | Estilos antiguos                        | Estilos antiguos                   | Estilos antiguos                   | Estilos empleados actualmente       | Estilos empleados actualmente  | Estilos empleados actualmente    | Estilos empleados actualmente   | Estilos empleados actualmente  |
|                                                  |                                   |                                         |                                    |                                    |                                     | 卜                             | 卜                               |                                 |                                |
| 甲骨文 jiǎgǔwén (escritura de huesos oraculares) | 金文 jīnwén (escritura de bronce) | 简帛 jiǎnbó (escritura de bambú y seda) | 篆文 zhuànwén (escritura de sello) | 篆文 zhuànwén (escritura de sello) | 隸書 lìshū (estilo de los escribas) | 楷書 kǎishū (estilo regular)   | 楷書 kǎishū (estilo regular)     | 行書 xǐngshū (estilo corriente) | 草書 cǎoshū (estilo de hierba) |
| 甲骨文 jiǎgǔwén (escritura de huesos oraculares) | 金文 jīnwén (escritura de bronce) | 简帛 jiǎnbó (escritura de bambú y seda) | 大篆 dàzhuàn (sello grande)        | 小篆 xiǎozhuàn (sello pequeño)     | 隸書 lìshū (estilo de los escribas) | 繁體／繁体 fántǐ (tradicional) | 简体／簡體 jiǎntǐ (simplificado) | 行書 xǐngshū (estilo corriente) | 草書 cǎoshū (estilo de hierba) |